# The Rare Occasions
The Rare Occasions is een Amerikaanse, Nieuw-Engelandse, indierockband uit Boston, gevormd in 2012. De bezetting van de band bestaat uit zanger Brian McLaughlin, bassist Jeremy Cohen en drummer Luke Imbusch. De band had ook een gitarist, Peter Stone, maar hij verliet de band in 2017. Later verliet de band Boston als 'thuisbasis' van de band, en verhuisden ze naar Los Angeles.

## Biografie

### Ontstaan
Brian McLaughlin en Luke Imbusch zijn samen jeugdvrienden, en begonnen samen muziek te maken. De toevoeging van Cohen en Stone toen ze op het Tufts University zaten in 2012, leidde tot de vorming van The Rare Occasions. De band trok voor het eerst de aandacht in Providence, Rhode Island toen ze de WBRU Rock Hunt wonnen, headliner waren van de Summer Concert Series in Waterplace Park en optraden voor een vol publiek in Lupo's Heartbreak Hotel en The Met. Ondertussen bouwden ze een toegewijde Boston-aanhang op, waar ze speelden op feestjes en in clubs.

### Applefork,FeelersenFutureproof
Op 9 april 2013 bracht de band hun eerste ep uit, Applefork. Het jaar daarna, op 6 mei 2014, brachten ze hun tweede ep uit genaamd Feelers.
The Rare Occasions traden vervolgens op voor festivalpubliek op SXSW en CMJ Music Marathon, en stonden ook open voor internationale touring-acts, waaronder Smash Mouth, Guster, Dirty Heads, Lupe Fiasco, AJR en Knox Hamilton. "Dysphoric", van de ep Feelers, won de 'Song of the Year'-prijs in het John Lennon Songwriting Contest in 2014.
Na het uitbrengen van de twee singles An Actuary Retires en Aglow, brachten ze hun derde ep uit, Futureproof, geproduceerd door Steve Sacco. De nieuwe ep van The Rare Occasions roept een bepaalde semantische/filosofische vraag op: wat betekent het om 'toekomstbestendig' te zijn? (Futureproof zijn) volgens de band. Het titelnummer van de ep is volgens het Atwood Magazine een perfecte herintroductie van The Rare Occasions, die er altijd de voorkeur aan geeft dat hun muziek hun boodschap in hun formaat overbrengt. ''Leadzanger Brian McLaughlin is nooit iemand geweest die traditionele "pop" songstructuren volgt, en hij staat ook niet op het punt om nu te beginnen. The Rare Occasions weten de aandacht van het publiek vast te houden.''

### Into the ShallowsenBig Whoop
Na de 3 singles Mercy Mercy, You Weren't Meant to See That en Physics bracht de band hun debuutalbum Into the Shallows uit in 2018. Ditmaal werd hun muziek voor het eerst geproduceerd in Los Angeles.
De band hun tweede studioalbum Big Whoop uit 2021 bevat 6 singles, Control, Set It Right, Alone, Stay, Call Me When You Get There en Origami. De band vertelde dat er staan veel verschillende nummers op dit album staan. Er zijn zware rocknummers en er zijn enkele ballads met strijkersarrangementen en loops. ''Ik denk dat er voor elk wat is op deze plaat, misschien zal niet iedereen elk nummer leuk vinden, maar ik hoop dat iedereen er minstens één op het album leuk zal vinden.''

### Doorbraak met "Notion"
Het nummer "Notion" ging in oktober 2021 viraal op TikTok en stond bovenaan de Viral 50 - USA Spotify-hitlijst. De populariteit van het nummer bracht de band ertoe het als single uit te brengen in december 2021. Momenteel werken ze aan hun volgende album.

## Discografie

### Albums
| Jaar | Titel             |
| ---- | ----------------- |
| 2018 | Into the Shallows |
| 2021 | Big Whoop         |

### Ep's
| Jaar | Titel       |
| ---- | ----------- |
| 2013 | Applefork   |
| 2014 | Feelers     |
| 2016 | Futureproof |
| 2022 | Attaboy     |

### Singles
| Jaar | Titel                         | Album             |
| ---- | ----------------------------- | ----------------- |
| 2015 | An Actuary Retires            | Geen album        |
| 2015 | Aglow                         | Geen album        |
| 2018 | Mercy Mercy                   | Into the Shallows |
| 2018 | You Weren't Meant to See That | Into the Shallows |
| 2018 | Physics                       | Into the Shallows |
| 2019 | Control                       | Big Whoop         |
| 2020 | Set It Right                  | Big Whoop         |
| 2020 | Alone                         | Big Whoop         |
| 2021 | Stay                          | Big Whoop         |
| 2021 | Call Me When You Get There    | Big Whoop         |
| 2021 | Origami                       | Big Whoop         |
| 2021 | Notion                        | Futureproof       |
| 2022 | Seasick                       | Attaboy           |
| 2022 | Not Afraid                    | Attaboy           |